# كارل يوليوس إيفنسن
كارل يوليوس إيفنسن (بالنرويجية البوكمول: Carl Julius Evensen)‏ هو مستكشف نرويجي، ولد في 1852، وتوفي في 1937.